# Tsurumaki Kento
Kento Tsurumaki (sinh ngày 29 tháng 6 năm 1987) là một cầu thủ bóng đá người Nhật Bản.

## Sự nghiệp câu lạc bộ
Kento Tsurumaki đã từng chơi cho Tokyo Verdy, Fagiano Okayama, Mito HollyHock và Matsumoto Yamaga FC.